# Niels-Henning Ørsted Pedersen
Pour les articles homonymes, voir Oersted et Pedersen.
 (février 2018).
Si vous disposez d'ouvrages ou d'articles de référence ou si vous connaissez des sites web de qualité traitant du thème abordé ici, merci de compléter l'article en donnant les références utiles à sa vérifiabilité et en les liant à la section « Notes et références ».
Niels-Henning Ørsted Pedersen, dit NHØP, est un contrebassiste danois de jazz, né le 27 mai 1946 à Osted, sur l'île de Zélande au Danemark. Il meurt le 19 avril 2005 à Copenhague d'une crise cardiaque.
Artiste réputé pour sa technique impressionnante, son approche instrumentale peut être considérée comme une prolongation du travail innovateur de Scott LaFaro. Pedersen, le « grand Danois avec un nom interminable » (« The Great Dane with the never-ending name »), était plus simplement connu sous l'acronyme de NHØP parmi les fans de jazz.

## Biographie
Enfant, Pedersen commence par apprendre le piano, puis se tourne vers la contrebasse à 13 ans. Dès l'âge de 14 ans, tout en poursuivant ses études, il entame une carrière professionnelle de musicien de jazz et fonde son premier groupe, Jazzkvintet 60. À 17 ans, il se produit au sein l'orchestre de Count Basie. Alors qu'il est encore adolescent, il est membre de la section rythmique du Club Montmartre de Copenhague, où il joue avec les plus grands musiciens américains de passage : Booker Ervin, Albert Ayler, Chet Baker, Bill Evans, Brew Moore, Bud Powell, Count Basie, Dexter Gordon, Dizzy Gillespie, Jackie McLean, Roland Kirk, Oscar Peterson, Sonny Rollins, Miles Davis et la chanteuse Ella Fitzgerald.

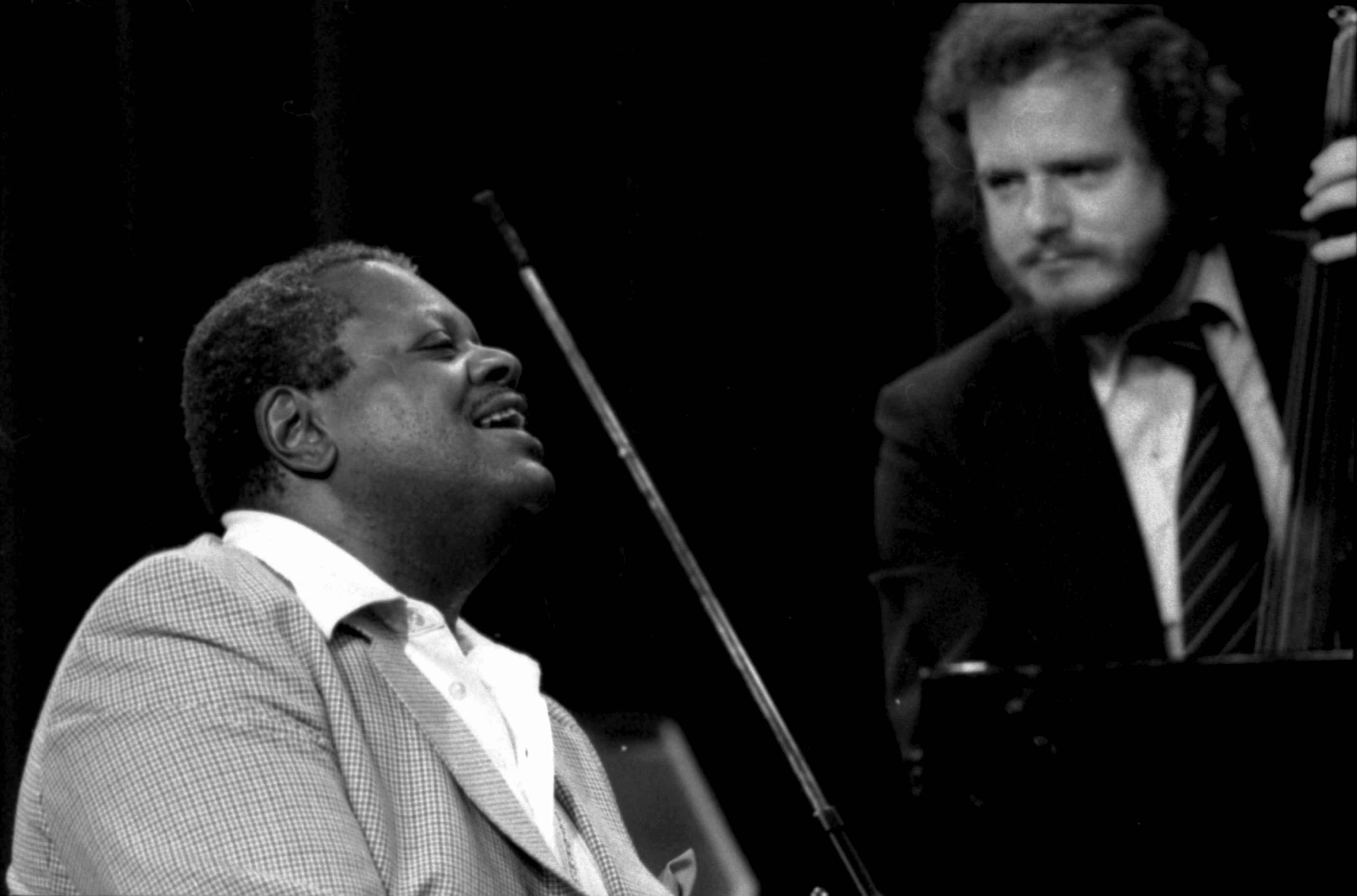
Oscar Peterson et Niels-Henning Ørsted Pedersen, Montreux Jazz Festival, 1979

Dans les années 1970, il joue en duo avec le pianiste Kenny Drew, puis fait une tournée avec le trio d'Oscar Peterson dans toute l'Europe ainsi qu'en Amérique du Nord. Ensemble, ils ont enregistré plus de 50 albums. Il a également travaillé avec le violoniste français Stéphane Grappelli et le pianiste espagnol Tete Montoliu.
My little Anna, Jaywalkin et The Puzzle figurent parmi ses compositions les plus connues. Il est également interprète de poésies et de chansons folkloriques danoises. Il reçoit plusieurs récompenses, notamment le Prix de Musique du Conseil nordique en 1991.
Pedersen est resté un musicien très actif jusqu'à sa mort soudaine à Copenhague en 2005 à l'âge de 58 ans.

## Style
Niels-Henning Ørsted Pedersen est un accompagnateur possédant un sens du tempo très sûr. C'est aussi un soliste d'une grande virtuosité, réputé notamment pour sa technique de jeu à trois doigts à la main droite.

## Discographie

### En tant que leader ou coleader
- 1973 : Duo avec Kenny Drew
- 1974 : Two's Company avec Joe Albany (SteepleChase)
- 1975 : Jaywalkin'
- 1976 : Double Bass  avec Sam Jones
- 1976 : Pictures (en) avec Kenneth Knudsen
- 1976 : Movability en duo avec Martial Solal
- 1978 : Suite for Trio avec Martial Solal et Daniel Humair
- 1978 : Chops avec Joe Pass
- 1979 : Four Keys avec Martial Solal, Lee Konitz et John Scofield
- 1979 : Dancing on the Tables (en)
- 1979 : Tânia Maria & Niels-Henning Ørsted Pedersen (Continental Records)
- 1979 : North Sea Nights avec Joe Pass
- 1979 : Dancing on the tables
- 1981 : Just The Way You Are (Sonet) avec Rune Gustafsson
- 1981 : Looking at Bird avec Archie Shepp
- 1982 : Face to Face (en) (SteepleChase) en duo avec Tete Montoliu
- 1982 : Live in The Netherlands avec Toots Thielemans et Joe Pass
- 1983 : The Viking  avec Philip Catherine
- 1984 : The Eternal Traveller
- 1986 : Heart to heart avec Palle Mikkelborg et Kenneth Knudsen
- 1987 : Latin Alley avec Alain Jean-Marie
- 1987 : Play With Us avec Louis Hjulmand
- 1989 : Spanish Nights avec Philip Catherine et le Royal Copenhagen Chamber Orchestra
- 1990 : Hommage/Once Upon a Time avec Palle Mikkelborg
- 1991 : Alice avec Maria João et Aki Takase
- 1992 : Uncharted Land
- 1993 : Ambiance avec Danmarks Radios Big Band
- 1993 : To a Brother (Pladekompagniet)
- 1993 : Scandinavian Wood (Caprice Records)
- 1993 : Art of The Duo avec Philip Catherine
- 1994 : Misty avec Niels Lan Doky et Alex Riel
- 1996 : Those Who Were (Polygram)
- 1997 : Friends Forever (Milestone)
- 1998 : This is All I Ask (Verve)
- 1998 : In The Name of Music (BMG Denmark), NHØP & Trio Rococo
- 1999 : The Duo - Duke Ellington 100 : Mulgrew Miller & NHOP[2],[3] avec Mulgrew Miller
- 2005 : Friends Forever (Sony BMG Music Entertainment Denmark) compilation
- 2007 : The Unforgettable NHØP Trio Live (ACT Music)

### En tant que sideman
| Année | Leader             | Nom du disque                                  | Maison de disque | Notes                                             |
| ----- | ------------------ | ---------------------------------------------- | ---------------- | ------------------------------------------------- |
| 1964  | Roland Kirk        | Kirk in Copenhagen                             | Mercury          |                                                   |
| 1964  | Albert Ayler       | My Name Is Albert Ayler                        | Debut records    |                                                   |
| 1971  | Oscar Peterson     | Great Connection                               | MPS              | avec Louis Hayes à la batterie                    |
| 1972  | Oscar Peterson     | During This Time                               | Art of Groove    | avec Ben Webster                                  |
| 1973  | Oscar Peterson     | The Trio                                       | Pablo            | avec Joe Pass                                     |
| 1974  | Kenny Drew         | Dark Beauty                                    | SteepleChase     |                                                   |
| 1974  | Anthony Braxton    | In the Tradition                               | SteepleChase     |                                                   |
| 1976  | Anthony Braxton    | In the Tradition, Volume 2                     | SteepleChase     | enregistré en 1974                                |
| 1977  | Stan Getz          | Live at Montmartre                             | SteepleChase     |                                                   |
| 1977  | Oscar Peterson     | Oscar Peterson and the Bassists – Montreux '77 | Pablo Live       |                                                   |
| 1977  | Oscar Peterson     | Oscar Peterson Jam – Montreux '77              | Pablo Live       |                                                   |
| 1979  | Stéphane Grappelli | Young Django                                   | MPS              | avec Larry Coryell et Philip Catherine            |
| 1979  | Chet Baker         | The Touch of Your Lips                         | SteepleChase     |                                                   |
| 1979  | Chet Baker         | No Problem                                     | SteepleChase     |                                                   |
| 1979  | Chet Baker         | Daybreak                                       | SteepleChase     |                                                   |
| 1979  | Oscar Peterson     | The Paris Concert: Salle Pleyel, 1978          | Pablo Live       | avec Joe Pass                                     |
| 1979  | Oscar Peterson     | Night Child                                    | Pablo Today      |                                                   |
| 1981  | Oscar Peterson     | Nigerian Marketplace                           | Pablo Live       | avec Terry Clark                                  |
| 1982  | Chet Baker         | This Is Always                                 | SteepleChase     | enregistré en 1979                                |
| 1982  | Oscar Peterson     | Skol                                           | Pablo Live       | avec Stéphane Grappelli, Joe Pass et Mickey Roker |
| 1983  | Chet Baker         | Someday My Prince Will Come                    | SteepleChase     | enregistré en 1979                                |
| 1984  | Oscar Peterson     | The Good Life                                  |                  | avec Joe Pass, enregistré en 1973                 |
| 1988  | Miles Davis        | Aura                                           | CBS              |                                                   |
| 1988  | Biréli Lagrène     | Standards                                      | CBS              | avec André Ceccarelli                             |
| 1993  | Frederik Magle     | Sangen er et eventyr                           |                  | avec Niels Lan Doky et Alex Riel                  |
| 2000  | Franck Avitabile   | Right Time                                     | Dreyfus Jazz     |                                                   |